# Union Asiatique de Tennis de Table
L'Union Asiatique de Tennis de Table (Asian Table Tennis Union - ATTU) est l'organisme sportif qui gère le tennis de table en Asie dans le cadre de la Fédération internationale de tennis de table (ITTF).
Il organise en particulier les championnats d'Asie dans cette discipline. Il a été créé le 7 mai 1972. Il regroupe 41 pays en 2009.